# Ostrovica (Vladičin Han)
Pour les articles homonymes, voir Ostrovica.
Ostrovica (en serbe cyrillique : Островица) est un village de Serbie situé dans la municipalité de Vladičin Han, district de Pčinja. Au recensement de 2011, il comptait 23 habitants.

## Démographie
| 1948 | 1953 | 1961 | 1971 | 1981 | 1991 | 2002 | 2011 |
| ---- | ---- | ---- | ---- | ---- | ---- | ---- | ---- |
| 448  | 399  | 384  | 269  | 166  | 108  | 39   | 23   |

|  |

## Histoire
Ostrovica a une longue histoire, souvent liée à la présence serbe dans la région. Le village a connu des changements démographiques significatifs au fil des ans, reflétant les tendances plus larges de la migration et des changements socio-économiques dans la région.

## Économie
L’économie du village est principalement agricole, avec des résidents engagés dans l’agriculture et l’élevage. La population réduite a un impact sur la dynamique économique locale.

## Culture et société
La culture d’Ostrovica est profondément enracinée dans les traditions serbes. Les événements communautaires et les fêtes religieuses jouent un rôle important dans la vie sociale du village.

## Infrastructure
En raison de sa petite taille, Ostrovica a une infrastructure limitée, mais elle est connectée aux villages et villes voisins par des routes locales.

## Défis et opportunités
Comme de nombreux petits villages de Serbie, Ostrovica fait face à des défis tels que le dépeuplement et le vieillissement de la population. Cependant, cela offre également des opportunités pour le développement du tourisme rural et la préservation du patrimoine culturel.